# Чебурашка идёт в школу
«Чебурашка идёт в школу» — советский кукольный мультипликационный фильм, поставленный Романом Качановым и выпущенный киностудией «Союзмультфильм» в 1983 году. Продолжение фильма «Шапокляк» (1974) и заключительный из серии о Чебурашке и Крокодиле Гене. Премьера мультфильма состоялась 31 августа 1983 года.
В 2012 году куклы, использовавшиеся при съёмках этого мультфильма, были выставлены на продажу в аукционном доме «Совком» и сняты с торгов перед самым днём аукциона.

## Сюжет
31 августа Крокодил Гена возвращается на самолёте домой, но в аэропорту, вопреки ожиданиям, Чебурашка его не встретил. Гена самостоятельно добирается домой, по дороге Шапокляк разыгрывает его табличкой на лифте (а затем — и на двери его квартиры) с надписью «Ремонт». Выясняется, что Чебурашка, получив телеграмму о прибытии, не смог прочитать её, так как не умеет читать. Гена, увидев на отрывном календаре дату последнего дня лета, объявляет Чебурашке, что ему крупно повезло, поскольку завтра как раз начало учебного года — 1 сентября — и отправляет его учиться в школу. Чебурашка с радостью соглашается.
Друзья идут покупать школьную форму, но такого размера нет даже на Гену, не говоря уже о Чебурашке. Шапокляк тоже стремится начать новую жизнь и, запугав продавца своей крысой Лариской, быстро покупает школьную форму. Школа же закрыта на ремонт, который почему-то никак не могут закончить. Подошедшая Шапокляк вызвалась решить проблему. При входе в школу крыса Лариска пугает двух рабочих, которые вместо того, чтобы ремонтировать школу, играют в домино, а Шапокляк отчитывает их за лень и заставляет закончить ремонт к положенному сроку. Узнав о проблеме с нехваткой учителей, Крокодил Гена предлагает взять его учителем по живой природе, а Шапокляк вызывается стать педагогом по труду.

## Роли озвучивали
- Василий Ливанов — Крокодил Гена
- Клара Румянова — Чебурашка
- Юрий Андреев — Шапокляк / водитель-араб / директор школы / носильщик аэропорта / ремонтники школы
- Георгий Бурков — продавец школьной формы
- Ольга Громова — девочка Вера

## Съёмочная группа
- Авторы сценария: Эдуард Успенский, Роман Качанов
- Кинорежиссёр: Роман Качанов
- Художники-постановщики: Ольга Боголюбова, Леонид Шварцман
- Кинооператоры: Теодор Бунимович, Владимир Сидоров
- Композитор: Владимир Шаинский
- Звукооператор: Борис Фильчиков
- Монтажёр: Галина Филатова
- Редактор: Наталья Абрамова
- Художники-мультипликаторы: Ирина Собинова-Кассиль, Наталья Тимофеева, Наталия Дабижа, Михаил Письман
- Куклы и декорации изготовили: Олег Масаинов, Павел Гусев, Сергей Галкин, Наталия Барковская, Александр Беляев, Михаил Колтунов, Валентин Ладыгин, Владимир Маслов, Людмила Рубан, Александр Максимов, Светлана Знаменская, Семён Этлис, Владимир Аббакумов, Нина Молева, Виктор Гришин, Марина Чеснокова, Валерий Петров, Наталия Гринберг
- Директор съёмочной группы: Григорий Хмара